# Tomáš Fiala
Tomáš Fiala (* 13. května 1974, Brno) je český podnikatel. Od konce 90. let žije na Ukrajině, kde je ředitelem a spolumajitelem investiční skupiny Dragon Capital.
Není příbuzný premiéra Petra Fialy.

## Život
Studoval na střední škole v Německu[zdroj⁠?!], poté na Vysoké škole ekonomické v Praze. Při studiu, které nakonec nedokončil, začal v roce 1994 pracovat v pražské pobočce Bayerische Vereinsbank. Pokračoval prací pro investiční banku Wood & Company. Ta jej vyslala na Ukrajinu, aby tam založil a vedl její kancelář.
V roce 2000 tam s několika partnery založil investiční skupinu Dragon Capital, jejímž je ředitelem. Dragon Capital spravuje aktiva asi za miliardu dolarů (asi 21,5 miliardy korun, údaje k 2/2022). Na Ukrajině, kde žije od konce 90. let 20. st., patří mezi nejbohatší podnikatele.
V roce 2014 spolu s někdejším šéfredaktorem týdeníku Korespondent Vitali Sičem založil nový týdeník Novoje Vremja a internetový zpravodajský portál. „Mou ambicí bylo podpořit nezávislá média. Chápal jsem to jako sociální projekt k tomu, aby Ukrajina už nebyla na hraně mezi diktaturou a demokracií,“ uvedl Fiala. Koupil také rádio Era (později Radio NV) a online zpravodajský portál Ukrajinská pravda.
Stál v čele ukrajinské pobočky Evropské podnikatelské asociace EBA, čtyři roky byl členem správní rady ukrajinské Transparency International.
V dubnu 2021 se stal spolumajitelem ukrajinské banky Unex Bank.

## Názory
Po roce 2014 několikrát ostře kritizoval tehdejšího prezidenta Petra Porošenka a jeho spojence za korupci a pomalé reformy. V rozhovoru pro německý týdeník Der Spiegel prohlásil, že Porošenko a bývalý premiér Arsenij Jaceňuk prodávali místa na kandidátních listinách.
Později se dostal do obchodního sporu s lidmi blízkými Petru Porošenkovi. Tento spor mohl souviset s tím, že v dubnu 2017 Fialovu firmu prohledala Služba bezpečnosti Ukrajiny (SBU), údajně kvůli podezření, že firma používá zakázaný ruský špionážní software. Zásah SBU kritizoval i tehdejší premiér Volodymyr Hrojsman nebo poslanec a novinář Serhij Leščenko.